# Kárász Mariska
Kárász Mariska (Budapest, 1898. – Danbury, USA, 1960. augusztus 27.) magyar származású amerikai divattervező, író és textilművész. Szenvedélye volt a divattervezés, és színes, mintás ruhadarabokat készített, amelyeket nagyrészt hazája népművészete ihletett. Absztrakt falikárpitjai – amelyekben olyan szálakat, mint a selyem, a pamut, a gyapjú és a kender keveredett lószőrrel és fával – széleskörű országos és nemzetközi figyelmet vívtak ki számára. A kritikusok többször dicsérték ügyes és szokatlan színhasználatáért, kreatív anyagkombinációiért, valamint a hímzés modern megközelítése érdekében tett inspiráló erőfeszítéseiért.
Testvére, Kárász Ilonka (1896–1981) magyar származású amerikai forma- és textiltervező, grafikus, illusztrátor volt.

## Életpályája
Szülei: Kárász Sámuel és Huber Mária voltak. Fiatal lányként Magyarországon tanult varrni. 16 évesen, 1914-ben New Yorkba emigrált. Ahogy tehetsége fejlődött, darabjai egyre absztraktabbá és kifinomultabbá váltak.
Hamarosan sikeres karriert futott be divattervezőként. Külföldi származása és új amerikai identitása határozta meg az 1920-as években a nőknek készített egyedi ruháit, amelyek a magyar népi elemeket modern amerikai stílussal ötvözték.
Az 1930-as évek elején, Donald Petersonnal kötött házassága és két lánya, Solveig és Rosamond születése után modern gyermekruhákat kezdett tervezni, amelyeket a szülők, tudósok és kritikusok csodáltak praktikusságuk és eredetiségük miatt. Divatkarrierje az 1940-es évek elején ért véget egy műteremtűz és az Egyesült Államok második világháborúba való belépése után.
1960-ban, 62 évesen halt meg.

## Művészi karrierje
1947-ben, az amerikai stúdióművészet és az absztrakt expresszionizmus fellendülése idején hímzett falikárpitokat kezdett készíteni. Munkáit múzeumokban és galériákban állította ki, az 1950-es években több mint 50 egyéni kiállításon vett részt.
Ő írta az Adventures in Stitches című könyvet is 1949-ben (1959-ben bővített változatban újra kiadták), amely a kreatív kézimunka nagy hatású könyve volt, és 1952–1953 között a House Beautiful című lap vendég kézimunka-szerkesztője volt.
Munkásságának első retrospektív kiállítására 2007. január 20. és 2007. április 15. között került sor a Georgia Museum of Artban. 2010-ben munkái szerepeltek a Baltimore Museum of Art "Textiles Recycled/Reimagined" című kiállításán.

## Fordítás
- Ez a szócikk részben vagy egészben  a   Mariska Karasz című angol Wikipédia-szócikk ezen változatának fordításán alapul.  Az eredeti cikk szerkesztőit annak laptörténete sorolja fel. Ez a jelzés csupán a megfogalmazás eredetét és a szerzői jogokat jelzi, nem szolgál a cikkben szereplő információk forrásmegjelöléseként.